# Таскала
Таскала́ (каз. Тасқала) — село, районный центр в Казахстане.
Административный центр Таскалинского района Западно-Казахстанской области, также административный центр Таскалинского сельского округа. Код КАТО 276030100.
Администрация районного центра Таскалинского района - Аппарат акима (Акимат) Таскалинского района, Администрация Таскалинского сельского округа - Аппарат акима (Акимат) Таскалинского сельского округа.

## Население
В 1999 году население села составляло 7054 человека (3427 мужчин и 3627 женщин). По данным переписи 2009 года в селе проживало 7350 человек (3504 мужчины и 3846 женщин).
На начало 2019 года, население села составило 7968 человек (3863 мужчины и 4105 женщин).

## География
Село расположено в северо-западной части Западно-Казахстанской области на реке Деркул (приток реки Шаган), в 80 км к западу от областного центра города Уральска и в 350 км к востоку от города Саратова.
Ближайшие населённые пункты: сёла Бирлик (5 км), Актау (12 км), Жигер (15 км).
Климат резко континентальный, сухое жаркое лето и снежная холодная зима. Посёлок расположен в низине и окружён горами Ичкрй, Сундук, Глазистой.

## История
Проведённые на местных курганах в 1925 году археологом П. С. Рыковым (1884—1942) раскопки обнаружили погребения знати с золотыми украшениями, конской сбруей. Предполагается, что они принадлежали жившим здесь в 2-4 веках нашей эры сарматам. Понятие шиповской или позднесарматовской культуры прочно вошло в археологическую науку.
В XIX веке село было известно как станица Каменская, входившая во 2-й Лбищенский военный отдел Уральского казачьего войска. Ежегодно с 10 по 17 октября проходили сельскохозяйственные ярмарки.
Железнодорожная станция, Шипово, построенная в 1894 году, названа в честь наказного атамана генерал-лейтенанта Шипова Н. Н.

## Экономика и социальная сфера
В селе работают предприятия «Осимтал», «Луч», «Изденис», племхоз «Арай», «Таскала-Нан», «Северьян», таксопарк «Берик» и другие. РЭС, отделение облавтодора, мельница, валяльно-войлочный цех, баня и другие хозяйства. Абоненты АО «Казахтелеком» имеют доступ к услуге высокоскоростного интернета Megaline. В некоторых домах возможно подключить кабельное телевидение. Установлены и работают базовые станции сотовых операторов связи Казахстана.
Из государственных учреждений: КГКП «Районная больница», четыре школы, физико-математическая школа-лицей «Саулет», музыкальная школа, детский сад, профтехучилище, ГУ «Аппарат Акима», районная библиотека и культурно-спортивный комплекс.
Бюджет Таскалинского района: в 2019 году составил 111 256 000 тенге; в 2020 году составил 140 604 000 тенге; в 2021 году составил 105 222 000 тенге.

## Транспорт
В центре села расположена железнодорожная станция Таскала Казахстанских железных дорог. В настоящее время существует регулярное пассажирское сообщение по железной дороге со столицей г. Астаной, городом республиканского значения Алматы, городом Саратовым Российской Федерации, а также другими городами Казахстана, в том числе с пригородными селами города Уральска.
В 2005 году здание железнодорожного вокзала было уничтожено пожаром, восстановлено в октябре 2006 года.
Приблизительно в 30 км от села Таскала на казахстанско-российской границе расположен одноимённый автомобильный пункт пропуска, работающий 24 часа в сутки.